# دلجلي
دلجلي هي قرية في مقاطعة خوي، إيران. يقدر عدد سكانها بـ 186 نسمة بحسب إحصاء 2016.